# Carmen Ranigler
Carmen Ranigler (Bolzano, 17 de agosto de 1976) es una deportista italiana que compitió en snowboard. Ganó una medalla de bronce en el Campeonato Mundial de Snowboard de 2001, en la prueba de eslalon paralelo.

## Medallero internacional
| Campeonato Mundial | Campeonato Mundial            | Campeonato Mundial | Campeonato Mundial |
| Año                | Lugar                         | Medalla            | Competición        |
| ------------------ | ----------------------------- | ------------------ | ------------------ |
| 2001               | Madonna di Campiglio (Italia) | Medalla de bronce  | Eslalon paralelo   |